# Myriopteris maxoniana
Myriopteris maxoniana är en kantbräkenväxtart som först beskrevs av John T. Mickel, och fick sitt nu gällande namn av Grusz och Windham. Myriopteris maxoniana ingår i släktet Myriopteris och familjen Pteridaceae. Inga underarter finns listade.